# Miklós Zrínyi
Le comte Nicolas de Zrin  (Miklós Zrínyi en hongrois,  Nikola Zrinski en croate), né le 3 mai 1620 à Čakovec et mort le 18 novembre 1664 à Kuršanec, est un militaire et homme d'État croate et hongrois, et un écrivain de langue hongroise.

## Biographie
Membre de la famille de Zrin, il est l'un des commandants militaires les plus illustres de sa génération, se distinguant particulièrement par la défense de la frontière hongaro-croate contre les Ottomans, ainsi que par plusieurs opérations contre les Suédois lors de la guerre de Trente Ans.
Il est également un écrivain, auteur du Péril de Sziget, épopée relatant la bataille de Szigetvár qui stoppa l'avancée ottomane au XVIe siècle, et de "Remède contre l'opium turc", qui retrace les guerres contre l'Empire ottoman.
En 1664, ses campagnes contre les Turcs propagent sa renommée dans toute l'Europe. Il est décoré de l'Ordre de la Toison d'or par Philippe IV d'Espagne, fait pair de France par Louis XIV, et titré prince par l'empereur Léopold Ier. Il est tué la même année à la chasse par la charge d'un sanglier blessé.